# Thossawat Limwannasathian
Thossawat Limwannasathian (tiếng Thái: ทศวรรษ ลิ้มวรรณเสถียร, sinh ngày ngày 17 tháng 5 năm 1993) còn được biết với tên đơn giản Ping (tiếng Thái: ปิง) là một cầu thủ bóng đá người Thái Lan thi đấu ở vị trí tiền vệ cho câu lạc bộ Giải bóng đá Ngoại hạng Thái Lan Bangkok United và đội tuyển quốc gia Thái Lan.

## Sự nghiệp quốc tế
Vào tháng 6 năm 2015, Thossawat ra mắt cho Thái Lan trước Bahrain trong trận giao hữu. Năm 2016 Thossawat được lựa chọn vào đội hình U-23 Thái Lan tham dự Giải vô địch bóng đá U-23 châu Á 2016 ở Qatar.

### Quốc tế
Tính đến 6 tháng 6 năm 2016
| Đội tuyển quốc gia | Năm  | Số trận | Bàn thắng |
| ------------------ | ---- | ------- | --------- |
| Thái Lan           | 2015 | 1       | 0         |
| Thái Lan           | 2016 | 1       | 0         |
| Thái Lan           | Tổng | 2       | 0         |

### Bàn thắng quốc tế

#### U-23
| #  | Ngày                | Địa điểm           | Đối thủ  | Tỉ số | Kết quả | Giải đấu |
| -- | ------------------- | ------------------ | -------- | ----- | ------- | -------- |
| 1. | 22 tháng 3 năm 2015 | Băng Cốc, Thái Lan | Việt Nam | 2-0   | 3-1     | Giao hữu |

## Danh hiệu

### Câu lạc bộ
Muangthong United
- Cúp Liên đoàn Bóng đá Thái Lan (1): 2017
- Giải bóng đá vô địch các câu lạc bộ sông Mê Kông (1): 2017

### Quốc tế
Thái Lan
- Cúp Nhà vua Thái Lan (1): 2016